# Разгон, Лев Эммануилович
Лев Эммануи́лович Разго́н (1 (14) апреля 1908, Горки, Могилёвская губерния — 8 сентября 1999, Москва) — русский писатель и мемуарист, правозащитник. Узник ГУЛАГа. Один из основателей Общества «Мемориал».

## Биография
Родился в городе Горки Могилёвской губернии в рабочей еврейской семье. В 1923 году переехал с семьёй в Москву. В 1932 году окончил историко-экономическое отделение Московского государственного педагогического института. В том же году вступил в ВКП(б).
Будучи студентом, три года проработал в Спецотделе ОГПУ, который занимался разработкой шифров и дешифрованием; в это время женился на Оксане Бокий — дочери Г. И. Бокия, начальника спецотдела. После окончания института стал работать в только что созданном (9 сентября 1933) Детиздате ЦК ВЛКСМ (в настоящее время издательство «Детская литература»).

### Репрессии
В апреле 1938 года был арестован, 21 июня 1938 года по приговору Особого Совещания при НКВД получил 5 лет исправительно-трудовых лагерей. Отбывал срок в Устьвымлаге, где работал нормировщиком.
В марте 1943 года, за полтора месяца до окончания срока заключения, Льва Разгона обвинили в «пораженческой агитации». Ему был увеличен срок заключения. Разгон подал кассационную жалобу, в которой писал, что еврей не может агитировать за победу Германии. Это помогло, и в июне 1943 года второй приговор был отменён. Лев Разгон получил статус «закреплённого за лагерем до особого распоряжения», который позволял жить за пределами зоны в бараке для вольнонаёмных, но только в 1946 году ему разрешили уехать в Ставрополь вместе со второй женой Рикой, дочерью одного из лидеров эсеров — Ефрема Берга, с которой он познакомился в заключении. В Ставрополе Разгон работал в методическом кабинете управления культпросветработы.
В 1949 году отправили в ссылку жену Рику, а летом 1950 года вновь арестовали и самого Разгона, обвинив его в антисоветской агитации. Он получил десять лет лагерей и пять лет поражения в правах.

### После освобождения
Льва Разгона освободили в 1955 году. После освобождения он вернулся к работе редактора, одновременно занимаясь созданием книг о путешественниках и учёных для детей. Тогда же приступил к написанию мемуарной прозы, которая стала издаваться только в конце 1980-х и в конце концов составила книгу «Непридуманное», которая принесла ему широкую известность. 
«Умение не замыкаться на себе, открытость людям, внимание к чужим судьбам — может быть, <…> именно это помогло ему и написать книгу, принесшую признание во всем мире, и это же отчасти помогло ему и выжить в испытаниях его нелегкой судьбы», —
 отмечала редактор книги Э. Кузьмина.
В 1993 году подписал «Письмо 42-х». Много лет был членом Комиссии по вопросам помилования при Президенте Российской Федерации.
Умер 8 сентября 1999 года от сердечного приступа. Похоронен на Востряковском кладбище.

## Семья
- Родители — Мендель Абрамович Разгон (1878—1942), работал в кустарных мастерских по выпуску крема «Казими-метаморфоза», и Глика Израилевна Шапиро (1880—1955).
- Брат — Израиль Менделевич Разгон, доктор исторических наук, профессор, лауреат Государственной премии СССР. Другой брат — Абрам Менделевич Разгон (1911—1989), был репрессирован.
- Первая жена — Оксана Ивановна Бокий (1916—1938), дочь партийного деятеля и чекиста Глеба Бокия, падчерица И. М. Москвина; была репрессирована, умерла в пересыльном пункте Вогвоздино (Усть-Вымский район) на этапе в Устьвымлаг.
  - Дочь — Наталья (1936—2011).
- Вторая жена — Ревекка (Рика) Ефремовна Берг (1905—1991), дочь видного деятеля правых эсеров Ефрема Соломоновича Берга (1875—1937); познакомилась с мужем в 1944 году в Устьвымлаге.

### Проза
- В. Ян. — М.: Детгиз, 1960
- Волшебство популяризатора. — М.: Детгиз, 1962.
- Шестая станция. — М., Детская литература, 1964.
- Под шифром «Рб». — М.: Знание, 1966.
- Мир, в котором дети — не гости. — М., 1969.
- Живой голос науки. — М.: Детская литература, 1970.
- Один год и вся жизнь. — М.: Детская литература, 1973, 1976.
- Молодость Республики. — М.: Детская литература, 1976.
- Сила тяжести. — М., 1979.
- Юрий Коринец. — М.: Детская литература, 1980.
- Зримое знание. — М.: Книга, 1983.
- Московские повести. — М., 1983.
- Наши славные символы. — М.: Детская литература, 1987.
- Непридуманное. — М., 1988.
- Семь жизней. — М.: Детская литература, 1992.
- Плен в своём отечестве. — М.: Книжный сад, 1994.
- Позавчера и сегодня[5]. — М., 1995.

## Награды
- Орден «За заслуги перед Отечеством» IV степени (1 апреля 1998) — за личный вклад в отечественную литературу, активное участие в демократических преобразованиях в России и в связи с 90-летием со дня рождения[6]
- Сахаровская премия — «За гражданское мужество писателя».